# Théo Le Bris
Théo Le Bris, né le 1er octobre 2002 à Rennes en France, est un footballeur français qui évolue au poste de milieu gauche au FC Lorient.

## Biographie

### En club
Né à Rennes en France, Théo Le Bris débute à l'US Montgermont puis rejoint en 2013 le CPB Bréquigny tout en intégrant le Pôle espoirs de Ploufragan entre 2015 et 2017. Il intègre le centre de formation du FC Lorient à partir de 2017. Lors de l'été 2021 il est convoqué pour la première fois avec l'équipe première. Il fait sa première apparition en professionnel le 10 septembre 2021, lors d'une rencontre de Ligue 1 face au LOSC Lille. Il entre en jeu à la place de Fabien Lemoine et son équipe s'impose (2-1). Il signe son premier contrat professionnel en décembre 2021. 
Avant la saison 2022-2023, le FC Lorient change d'entraîneur, Régis Le Bris, oncle de Théo, remplace Christophe Pélissier. Le 21 août, Théo Le Bris connait sa première titularisation, lors d'une rencontre de Ligue 1 face au Toulouse FC. Les deux équipes se neutralisent ce jour-là (2-2),. Le 2 octobre 2022, il inscrit son premier but en professionnel face au LOSC Lille. Entré en jeu, son but sur une action personnelle permet aux siens de remporter la partie (2-1 score final),.

### En sélection
Théo Le Bris représente l'équipe de France des moins de 20 ans en 2022, jouant son premier match le 1 juin, contre l'Arabie saoudite en entrant en jeu (victoire 5-0 de la France).

## Vie privée
Théo Le Bris est issu d'une famille de footballeur, son père Benoît et son oncle Régis (actuel entraîneur du Sunderland AFC) sont d'anciens joueurs ayant notamment porté les couleurs du Stade rennais FC.

## Statistiques
| Saison                | Club                  | Championnat           | Championnat | Championnat | Championnat | Coupe(s) nationale(s) | Coupe(s) nationale(s) | Coupe(s) nationale(s) | Autres compétitions | Autres compétitions | Autres compétitions | Autres compétitions | Total | Total | Total |
| Saison                | Club                  | Division              | M.          | B.          | P.d.        | M.                    | B.                    | P.d.                  | Comp.               | M.                  | B.                  | P.d.                | M.    | B.    | P.d.  |
| 2021-2022             | FC Lorient            | Ligue 1               | 4           | 0           | 0           | -                     | -                     | -                     | -                   | -                   | -                   | -                   | 4     | 0     | 0     |
| 2022-2023             | FC Lorient            | Ligue 1               | 27          | 2           | 2           | 1                     | 0                     | 0                     | -                   | -                   | -                   | -                   | 28    | 2     | 2     |
| 2023-2024             | FC Lorient            | Ligue 1               | 26          | 0           | 2           | 1                     | 0                     | 1                     | -                   | -                   | -                   | -                   | 27    | 0     | 3     |
| 2024-2025             | FC Lorient            | Ligue 2               | 11          | 0           | 0           | 3                     | 1                     | 0                     | -                   | -                   | -                   | -                   | 14    | 1     | 0     |
| Sous-total            | Sous-total            | Sous-total            | 68          | 2           | 4           | 5                     | 1                     | 1                     | -                   | -                   | -                   | -                   | 73    | 3     | 5     |
| 2024-2025             | EA Guingamp (prêt)    | Ligue 2               | 10          | 2           | 0           | 1                     | 0                     | 0                     | BR                  | 1                   | 0                   | 0                   | 12    | 2     | 0     |
| Total sur la carrière | Total sur la carrière | Total sur la carrière | 78          | 4           | 4           | 6                     | 1                     | 1                     | -                   | 1                   | 0                   | 0                   | 85    | 5     | 5     |

## Palmarès
Il est champion de Ligue 2 en 2025 avec le FC Lorient.